# Gneu Corneli Cinna Magne

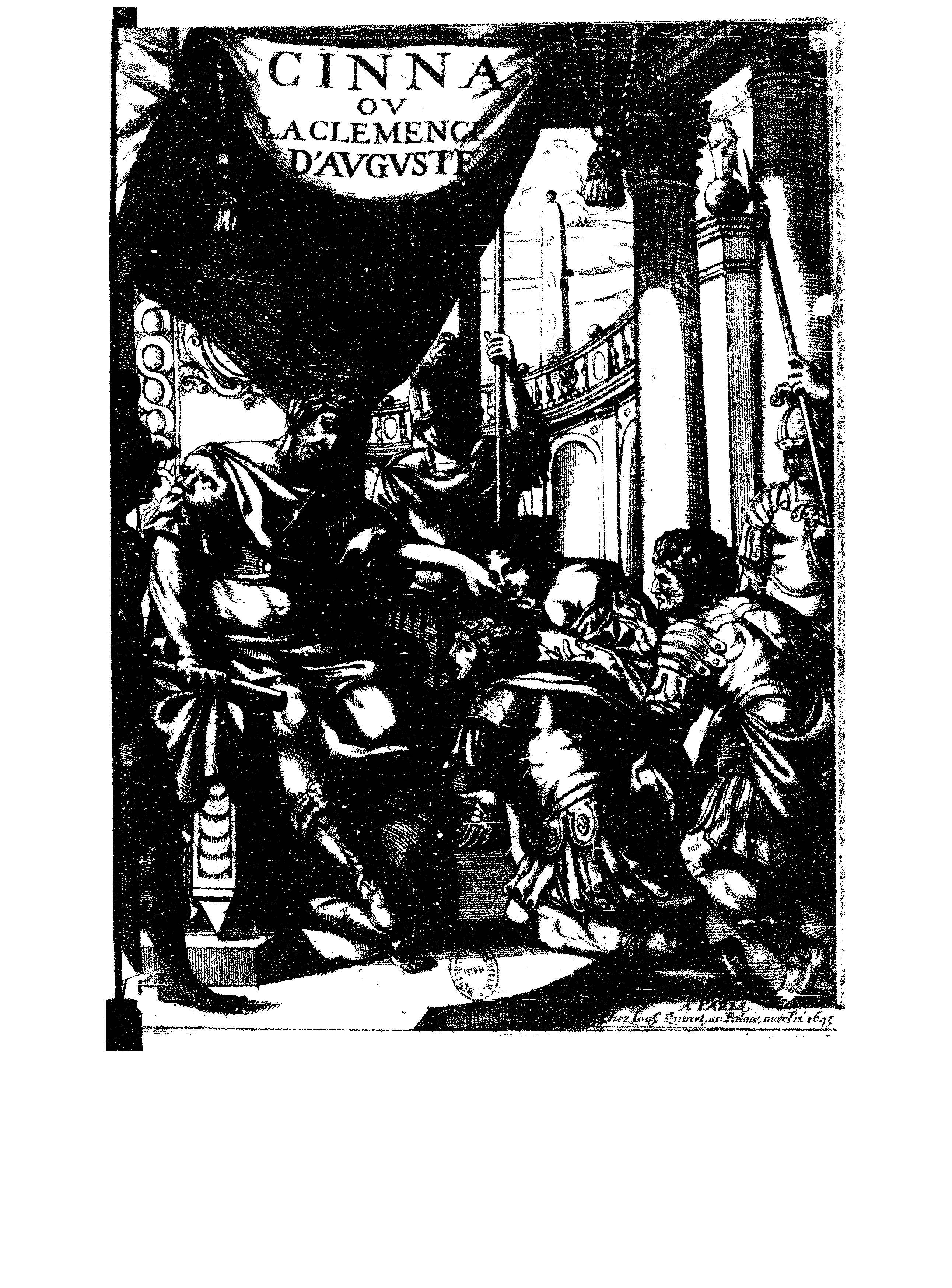
Una il·lustració de la tragèdia de Pierre Corneille Cinna mostrant a August concedint clemència a Cinna.

Gneu Corneli Cinna Magne (en llatí Cneus Cornelius Cinna Magnus) va ser un magistrat romà. Formava part de la gens Cornèlia, i de la família dels Cinna.
Era fill de Luci Corneli Cinna i net de Pompeu Magne per part de la seva mare Pompeia Va ser seguidor de Marc Antoni, però Octavi August el va perdonar, el va nomenar àugur i finalment el va nomenar cònsol l'any 5.
Els seus avis materns van ser els triumvirs romans Pompeu i Múcia Tèrcia, mentre que els avis paterns eren el cònsol Luci Corneli Cinna i una dona romana sense nom conegut. Cinna va ser l'únic net de Pompeu que va tenir el nom 'Magne', i també l'únic net que portava en part el seu nom.
L'any 4, Cinna i Emília Lèpida, la neta del triumvir Marc Emili Lèpid, van participar en una conspiració contra l'emperador romà August.